# XCOM 2
XCOM 2 é um videojogo táctico por turnos produzido pela Firaxis Games e publicado pela 2K Games para Microsoft Windows, OS X e Linux a 5 de fevereiro de 2016. Em XCOM 2 a história tem lugar 20 anos depois dos eventos ocorrido em XCOM: Enemy Unknown (2012), depois do XCOM ter perdido a guerra contra as forças alienígenas.
De acordo com o site de pontuações agregadas Metacritic, XCOM 2 recebeu "aclamação universal" por parte dos críticos profissionais.